# Fergie Time

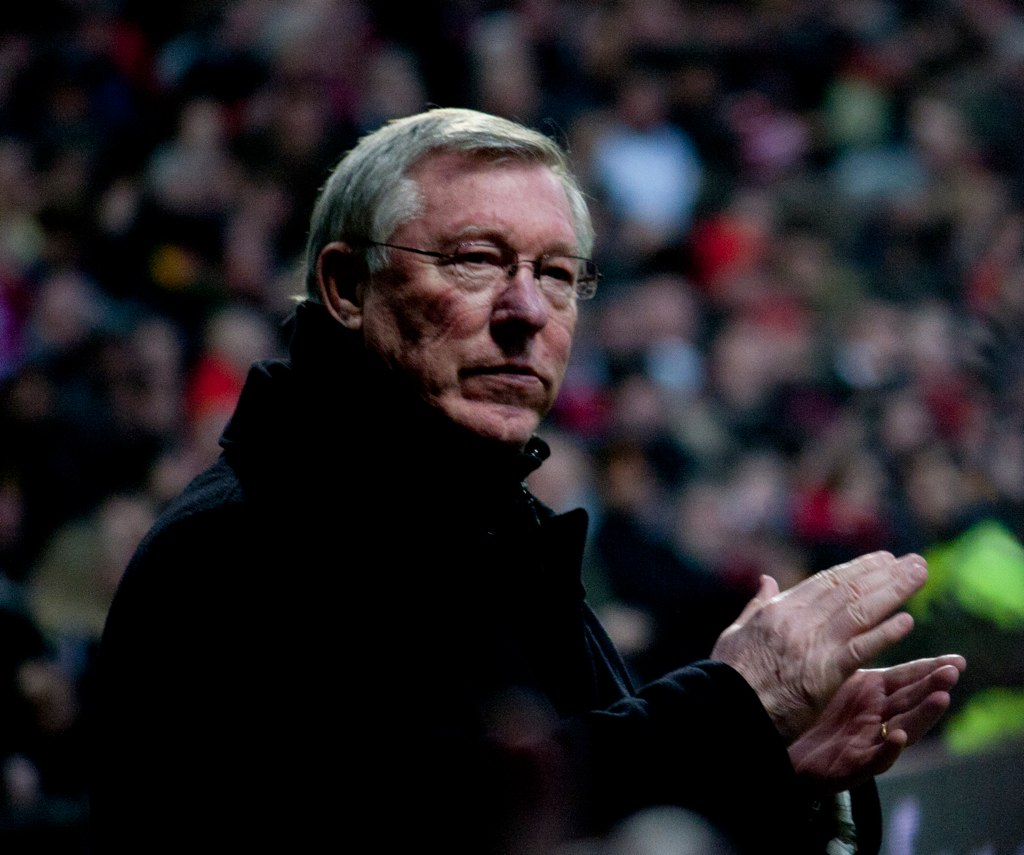
Alex Ferguson in Erwartungshaltung

Fergie Time (englisch Fergie time ‚Fergie-Zeit‘, im übertragenen Sinne Fergusons Zeit) ist eine spöttische Bezeichnung für hinausgezögerte Spielenden, wenn Spitzenmannschaften zurückliegen.

## Hintergrund
Die Bezeichnung geht zurück auf Alex Ferguson, der von 1986 bis 2013 für Manchester United als Trainer tätig war. Ferguson war bekannt dafür, Schiedsrichter unter Druck zu setzen, was ihn allerdings auch erhebliche Geldstrafen und Sperren kostete.

## Auswirkungen
Manchester United bekam nach statistischen Auswertungen insbesondere bei Heimspielen signifikant mehr Nachspielzeit in der zweiten Spielhälfte, wenn die Mannschaft zurücklag. Der Ausdruck selbst ist seit mindestens 2004 bekannt. Auch die Zeitung The Times hält den Effekt anhand einer statistischen Auswertung für messbar, führt aber andere Ursachen an.
Nach einer Analyse der Spiele der englischen Premier League zwischen 2010 und 2012 durch Opta Sports wurde in Spielen, die Manchester United verlor, 79 Sekunden länger gespielt als gewöhnlich. Allerdings sind auch bei anderen Spitzenmannschaften solche Effekte bekannt und messbar, wenn auch nicht in dem Maße wie bei Manchester United.
Die Fergie Time wurde im deutschsprachigen Raum unter anderem bei einem Bericht der Neuen Zürcher Zeitung 2012 bei einem Derby gegen Manchester City 2012, welches Manchester United allerdings in einer üblichen Nachspielzeit mit 4:3 für sich entschied, angesprochen.
Die Fergie Time wird von manchen Journalisten als das britische Äquivalent des Bayern-Dusels bezeichnet. So gelang es Manchester United, im direkten Vergleich beim Finale der UEFA Champions League 1998/99 in Barcelona, die Bayern durch zwei Tore in der Nachspielzeit 2:1 zu schlagen, nachdem diese durch ein frühes Führungstor bis zur 90. Minute geführt hatten.

Ferguson selbst äußerte sich dazu in seiner Autobiografie wie folgt: 
„Auf meine Uhr zu tippen war eine weitere Psychomasche. Beim Spiel achtete ich nicht so genau auf die Zeit. Ich behielt die Uhr locker im Auge, doch es war mir zu mühselig, jeweils auszurechnen, wie lange die Verlängerung wegen einer Unterbrechung dauern würde. [...] Es ging um die Wirkung, die das auf das andere Team, nicht auf unser eigenes, hatte. Wenn die Gegner sahen, wie ich auf meine Uhr tippte und gestikulierte, wurden sie kribbelig. Sofort dachten sie, das Spiel würde noch um zehn Minuten verlängert werden. [...] Wenn unsere Gegner sahen, wie ich auf meine Uhr zeigte, stellte sich bei ihnen das Gefühl ein, dass sie sich gegen uns über einen Zeitraum verteidigen müssten, der wie eine Ewigkeit erschien.“ – Alex Ferguson

## Übertragene Verwendung
Zum ursprünglich vorgesehenen Ende der Trainerkarriere Fergusons 2012 holte der Lokalrivale Manchester City den Premier-League-Titel durch ein Tor in der 94. Minute, worauf die City-Fans sangen: „We won the league/On Fergie time“. Ferguson verlängerte noch für ein weiteres Jahr, was als seine persönliche Fergie Time apostrophiert wurde, und schloss 2013 mit einem Gewinn der Meisterschaft ab.